# Halliday
|  | Per a altres significats, vegeu «Fred Halliday». |

Halliday és una població del Comtat de Dunn a l'estat de Dakota del Nord (Estats Units d'Amèrica).

## Demografia
Segons el cens dels Estats Units del 2000, Halliday tenia 227 habitants
, 117 habitatges, i 62 famílies. La densitat de població era de 190,5 hab./km².
Dels 117 habitatges en un 16,2% hi vivien nens de menys de 18 anys, en un 47% hi vivien parelles casades, en un 5,1% dones solteres, i en un 47% no eren unitats familiars. En el 41,9% dels habitatges hi vivien persones soles el 17,9% de les quals corresponia a persones de 65 anys o més que vivien soles. El nombre mitjà de persones vivint en cada habitatge era d'1,94 i el nombre mitjà de persones que vivien en cada família era de 2,65.
Per edats la població es repartia de la següent manera: un 17,6% tenia menys de 18 anys, un 4% entre 18 i 24, un 16,7% entre 25 i 44, un 27,3% de 45 a 60 i un 34,4% 65 anys o més.
L'edat mediana era de 54 anys. Per cada 100 dones de 18 o més anys hi havia 117,4 homes.
La renda mediana per habitatge era de 21.500 $ i la renda mediana per família de 31.500 $. Els homes tenien una renda mediana de 30.000 $ mentre que les dones 21.250 $. La renda per capita de la població era de 18.371 $. Cap de les famílies i el 8,8% de la població estaven per davall del llindar de pobresa.

## Poblacions properes
El següent diagrama mostra les poblacions més properes.